# Vuelo 352 de Braniff International Airways
El vuelo 352 de Braniff International Airways era un vuelo nacional programado desde el Aeropuerto William P. Hobby en Houston, Texas, Estados Unidos a Dallas Love Field en Dallas. El 3 de mayo de 1968, un Lockheed L-188A Electra que volaba en la ruta, matrícula N9707C, se desintegró en el aire y se estrelló cerca de Dawson, Texas, después de volar en medio de una severa tormenta eléctrica. Transportaba cinco tripulantes y 80 pasajeros, todos los cuales murieron, incluido el representante estatal de Texas, Joseph Lockridge, el primer hombre negro en representar al condado de Dallas en la Legislatura de Texas. Una investigación reveló que la causa fue la decisión del capitán de penetrar en una zona de mal tiempo y el posterior giro de 180 grados de la tripulación para escapar de las condiciones, lo que provocó una sobrecarga estructural y una falla en la estructura del avión.

## Historia del vuelo
Más temprano ese día, a las 12:40, la tripulación del vuelo accidentado (compuesta por el capitán John R. Phillips, de 45 años; el primer oficial John F. Foster, de 32 años; y el Ingeniero de vuelo Donald W. Crossland, de 28 años), voló de Dallas a Houston sin experimentar condiciones meteorológicas significativas. No hay registro de que la tripulación recibiera un informe actualizado del tiempo por parte de representantes del Servicio Meteorológico, la Administración Federal de Aviación ni de Braniff. Sin embargo, la tripulación sí recibió documentos con informes y pronósticos meteorológicos para la ruta y los aeropuertos.
A las 16:11, la tripulación despegó del Aeropuerto William P. Hobby como el vuelo 352 de Braniff, un Lockheed L-188A Electra cuatrimotor turbopropulsado, en ruta hacia Dallas Love Field. Aproximadamente 25 minutos después, mientras volaban a FL200 (unos 20 pies (6,1 m) sobre el nivel medio del mar), la aeronave se aproximó a una zona con fuerte actividad de tormentas. La tripulación solicitó descender a 15 pies (4,6 m) y desviarse hacia el oeste. El control de tráfico aéreo (ATC) informó que otros vuelos en la zona estaban desviándose hacia el este y sugirió lo mismo, pero la tripulación del Electra informó que el oeste parecía mejor según el radar meteorológico a bordo: "Tres cinco dos, se ve bien (mejor). En nuestro radar aquí parece que un poco hacia el oeste nos iría muy bien". El ATC autorizó entonces el descenso a 14 pies (4,3 m) y el desvío hacia el oeste como habían solicitado. El desvío hacia el oeste habría sido más corto y rápido que uno hacia el este.
A las 16:44, la tripulación solicitó y ATC autorizó un descenso a 5 pies (1,5 m). La tripulación preguntó si había reportes de granizo en la zona, pero ATC respondió: "No, ustedes son los que más se han acercado... No he podido, a nadie, bueno, en realidad no he intentado que alguien lo atraviese, todos se han desviado hacia el este".
A las 16:47, el vuelo entró en una zona de fuerte tormenta, incluyendo granizo, y solicitó un giro de 180 grados a la derecha, que ATC aprobó de inmediato. Mientras giraban a la derecha en medio de severas turbulencias, el ángulo de inclinación del avión superó los 90 grados y el morro se inclinó hacia abajo unos 40 grados. Mientras la tripulación intentaba recuperar el control del giro en picado, la aeronave experimentó fuerzas de aceleración superiores a 4 g, lo que provocó la ruptura del ala derecha. La aeronave comenzó a desintegrarse a una altitud de aproximadamente 6,75 pies (2,1 m) y se estrelló envuelta en llamas a las 16:48, causando la muerte de las 85 personas a bordo.
Testigos afirmaron que el Electra cuatrimotor, una versión modificada del problemático modelo Lockheed que había sufrido dos accidentes por fallos en las alas en 1959 y 1960, explotó antes de impactar con el suelo, y que los fragmentos "serpenteaban" entre la lluvia. No obstante, el FBI no sospechó una causa criminal. Cloyce Floyd, de Dawson, a unos 1 milla (1,6 km) del lugar del accidente, conducía bajo la lluvia cuando vio un "destello naranja". Dijo: "Miré hacia la izquierda y vi una bola de fuego roja del tamaño del sol. Por el resplandor del fuego, vi el fuselaje serpenteando hacia abajo. Luego impactó y explotó".
Un bombero de Mexia declaró que "los restos estaban esparcidos por todas partes".

## Investigación
La Junta Nacional de Seguridad en el Transporte (NTSB) investigó el accidente. La grabadora de datos de vuelo (FDR) y la grabadora de voz de cabina (CVR) fueron recuperadas de los restos con sus datos mayormente intactos, y el audio de la cabina fue reconstruido y transcrito. La NTSB correlacionó las conversaciones de cabina con la transcripción de las comunicaciones con el control de tráfico aéreo (ATC), y señaló que fue el primer oficial, a solicitud del capitán, quien preguntó al ATC sobre reportes de granizo en la zona. ATC respondió que no tenía reportes, ya que otras aeronaves “se habían desviado todas hacia el este”. En ese momento, el capitán le indicó al primer oficial: “No, no hables mucho con él. Estoy escuchando su conversación. Está tratando de hacernos admitir (que cometimos) gran error al pasar por aquí”.
Poco después, el primer oficial comentó: “A mí me parece que allá se ve peor”. La tripulación entonces solicitó y recibió autorización del ATC para realizar un giro de 180 grados. El giro se tornó extremadamente pronunciado, con un ángulo de inclinación superior a 90 grados y una actitud de morro hacia abajo de 40 grados. Mientras la tripulación intentaba recuperar el control del giro, la FDR indicó una aceleración máxima de 4.3 g, que, según concluyó la NTSB, causó una sobrecarga en la estructura del avión que llevó a su desintegración.
El 19 de junio de 1969, la NTSB publicó su informe final, que incluía la siguiente declaración: “Causa probable: La sobrecarga de la estructura del avión más allá de su resistencia última durante un intento de recuperación de una actitud inusual inducida por turbulencia asociada con una tormenta. La operación dentro de la turbulencia resultó de la decisión de penetrar una zona de condiciones meteorológicas severas conocidas.”
En 2023, se localizó una copia de la grabación de la CVR en los archivos de un estudio de grabación de Dallas. La grabación fue publicada en el canal de YouTube del Fort Worth Star-Telegram el 27 de abril de 2023.